# Albert Dejonghe
Albert Dejonghe, también conocido como Berten Dejonghe (Middelkerke, 14 de febrero de 1894-Middelkerke, 9 de febrero de 1981), fue un ciclista belga que fue profesional entre 1914 y 1926. Durante estos años consiguió 4 victorias, entre ellas la París-Roubaix de 1922 y una etapa al Tour de Francia de 1923.

## Palmarés
1922
- París-Roubaix

1923
- 1 etapa en el Tour de Francia

1926
- París-Angers

## Resultados en las Grandes Vueltas y Campeonatos del Mundo
| Carrera         | 1914 | 1915 | 1916 | 1917 | 1918 | 1919 | 1920 | 1921 | 1922 | 1923 | 1924 | 1925 | 1926 |
| --------------- | ---- | ---- | ---- | ---- | ---- | ---- | ---- | ---- | ---- | ---- | ---- | ---- | ---- |
| Giro de Italia  | -    | -    | -    | -    | -    | -    | -    | -    | -    | -    | -    | -    | -    |
| Tour de Francia | Ab.  | -    | -    | -    | -    | Ab.  | Ab.  | Ab.  | Ab.  | Ab.  | Ab.  | 5.º  | 6.º  |
| Vuelta a España | -    | -    | -    | -    | -    | -    | -    | -    | -    | -    | -    | -    | -    |
| Mundial en Ruta | -    | -    | -    | -    | -    | -    | -    | -    | -    | -    | -    | -    | -    |

-: no participa

Ab.: abandono